# 烏爾皇家旗
烏爾皇家旗（Standard of Ur）、又稱為烏爾王軍旗、烏爾之旗，是一件公元前三千年的蘇美遺物，目前收藏於大英博物館。由一個長49.53公分、寬21.59公分的空心木箱構成，嵌飾著由貝殼、紅色石灰石和青金石組成的鑲嵌畫，來自烏爾古城（現在位於纳西里耶以西的伊拉克）。烏爾皇家旗可以追溯到早王朝時期的烏爾第一王朝，距今已有4600年左右。該文物可能是以空心木箱的形式建造，兩邊都以精心嵌入的鑲嵌畫展示戰爭與和平的場景。雖然發現者將其解釋為一種旗標，但最初的用途依然是謎。 烏爾皇家旗於1920年代在烏爾的一座皇家陵墓中被發現，旁邊有一具在儀式上被獻祭的人骨，可能就是烏爾皇家旗的旗手。

## 歷史

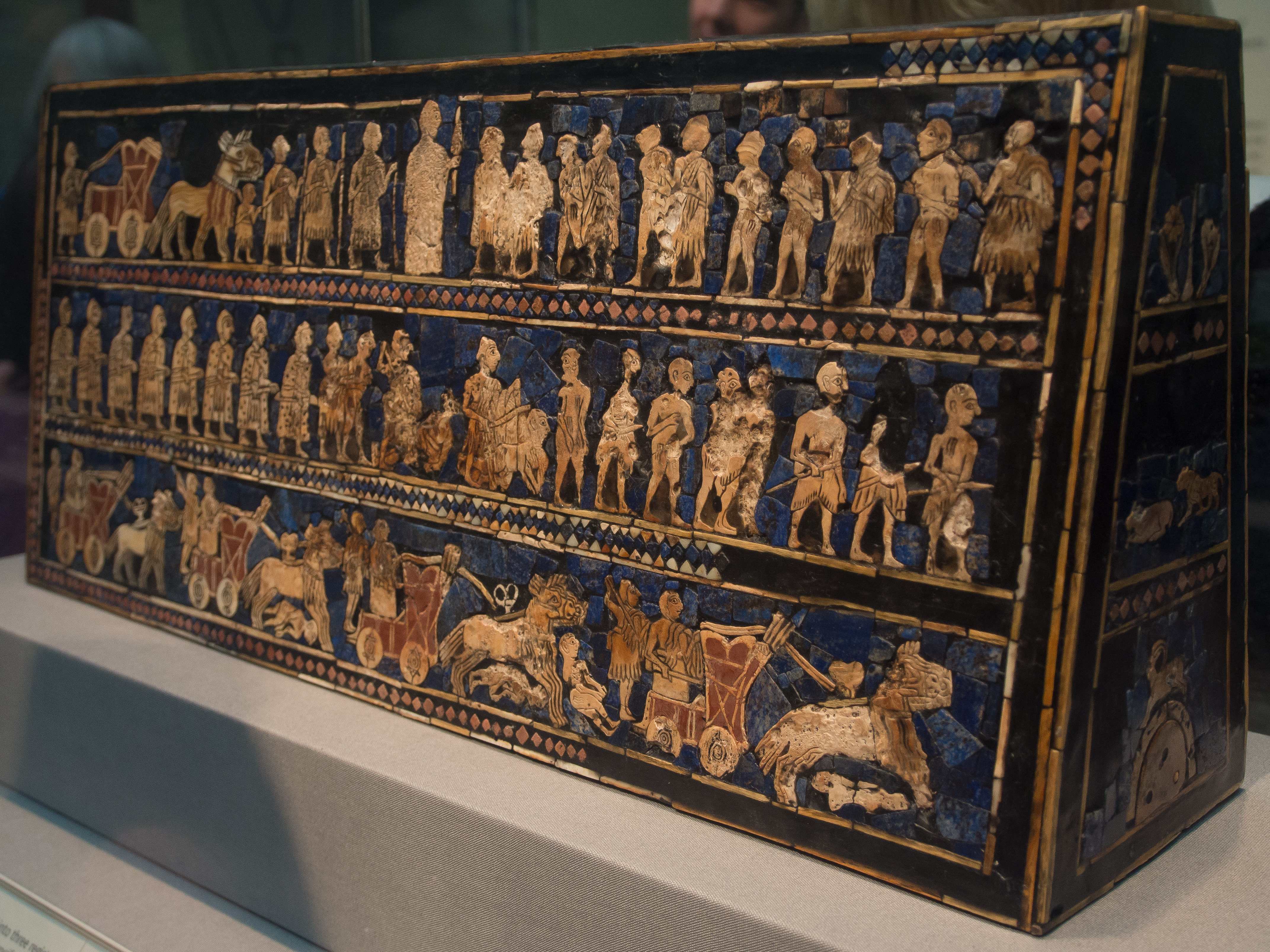
烏爾皇家旗，現藏於大英博物館。

烏爾皇家旗是在烏爾皇家公墓裡的一座大型皇家陵墓（PG 779）中發現，該陵墓與公元前2550年左右去世烏爾-帕比薩格（Ur-Pabilsag）國王有關。倫納德·伍利爵士於1927-28年在美索不達米亞進行考古挖掘，在一個房間的角落裡發現了這件文物，這件文物位於一名男子的肩膀附近，這名男子可能曾將其高舉在一根桿子上。因此，伍利將其解釋為一種旗標，並給該物體起了一個俗稱，不過隨後的調查未能證實這一假設。這一發現頗為出人意料，因為這座墳墓曾在過去被盜墓賊洗劫一空。當清理到最後一間房間的其中一個角落時，有一名工人發現了一塊由貝殼鑲嵌的物品。伍利後來回憶道，「下一分鐘，領班的手小心翼翼地拂去泥土，露出了由青金石和貝殼組成的鑲嵌畫的一角。」 

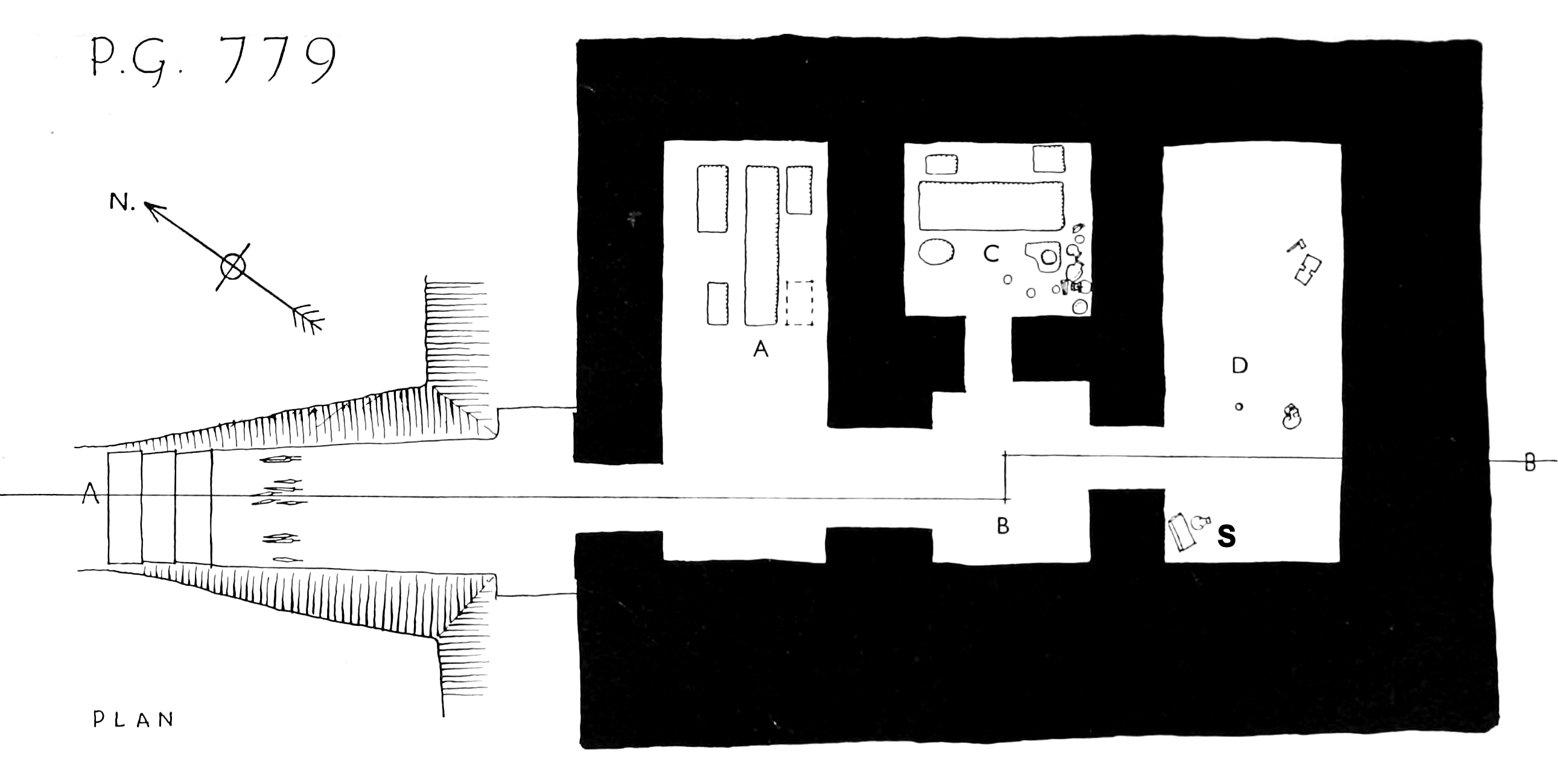
PG 779墓室平面圖，被認為屬於烏爾-帕比薩格。烏爾皇家旗位於「S」

烏爾皇家旗的狀況殘缺不全。 經過四千多年時間的荒廢，固定鑲嵌畫的木框和瀝青膠早已腐朽。 泥土的重量壓碎了這件文物，並折斷了其兩端的面板，這使挖掘這件文物的任務深具挑戰性。伍利的開挖人被指示在地面上尋找腐朽物體所形成的空洞，再用石膏或蠟填充，記錄下曾填充空洞的物體形狀，類似於龐貝古城罹難者的著名石膏模型。當開挖人發現旗標的殘骸時，他們發現鑲嵌畫的碎片在土壤中保持了其形狀，而它們的木框架已經解體。他們小心翼翼地使約3平方公分的片段露出，並以蠟覆蓋，使鑲嵌畫能夠在保持原來設計的同時被抬出。

## 描述

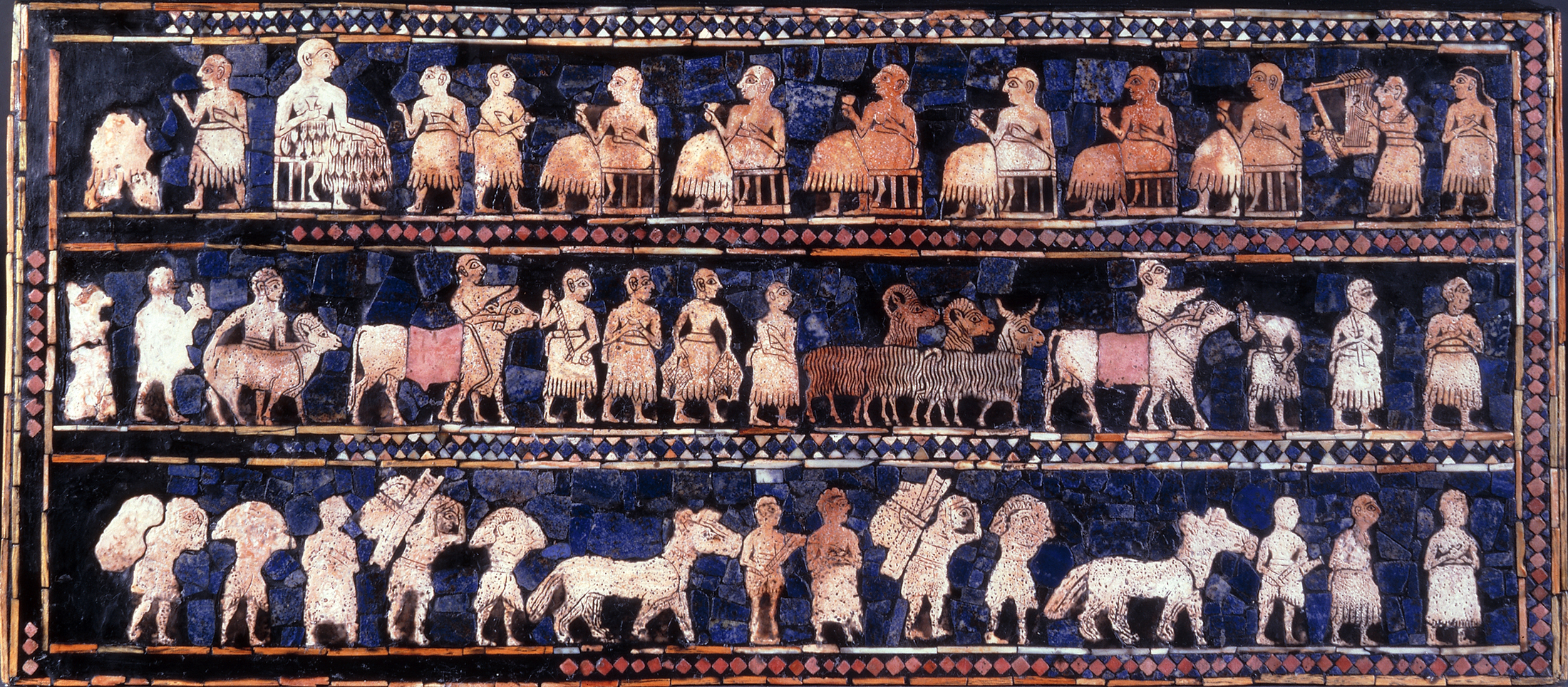
「和平」面板

該文物目前的形狀是重建的，呈現了對其原始外觀的最佳猜測。它被解釋為一個空心木箱，長49.53公分，寬21.59公分，嵌飾了由貝殼、紅色石灰石和青金石構成的鑲嵌畫。該箱子的形狀不規則，兩端的面板呈截角三角形，其底部比頂部更寬。
所有皇家旗的長邊都覆有嵌飾了鑲嵌畫的面板。每個長邊面板都展示了一系列場景，分為上、中、下三層。這兩幅鑲嵌畫因其主題而被稱為「戰爭」和「和平」，分別描繪了軍事行動和宴會的場景。兩端的面板原本展示的是虛構的動物，被掩埋時受到了嚴重損壞，不過後來已修復。兩個長邊在描繪時都採用了層次比例，最重要的人物畫得比次要人物還要大。

### 鑲嵌畫場景

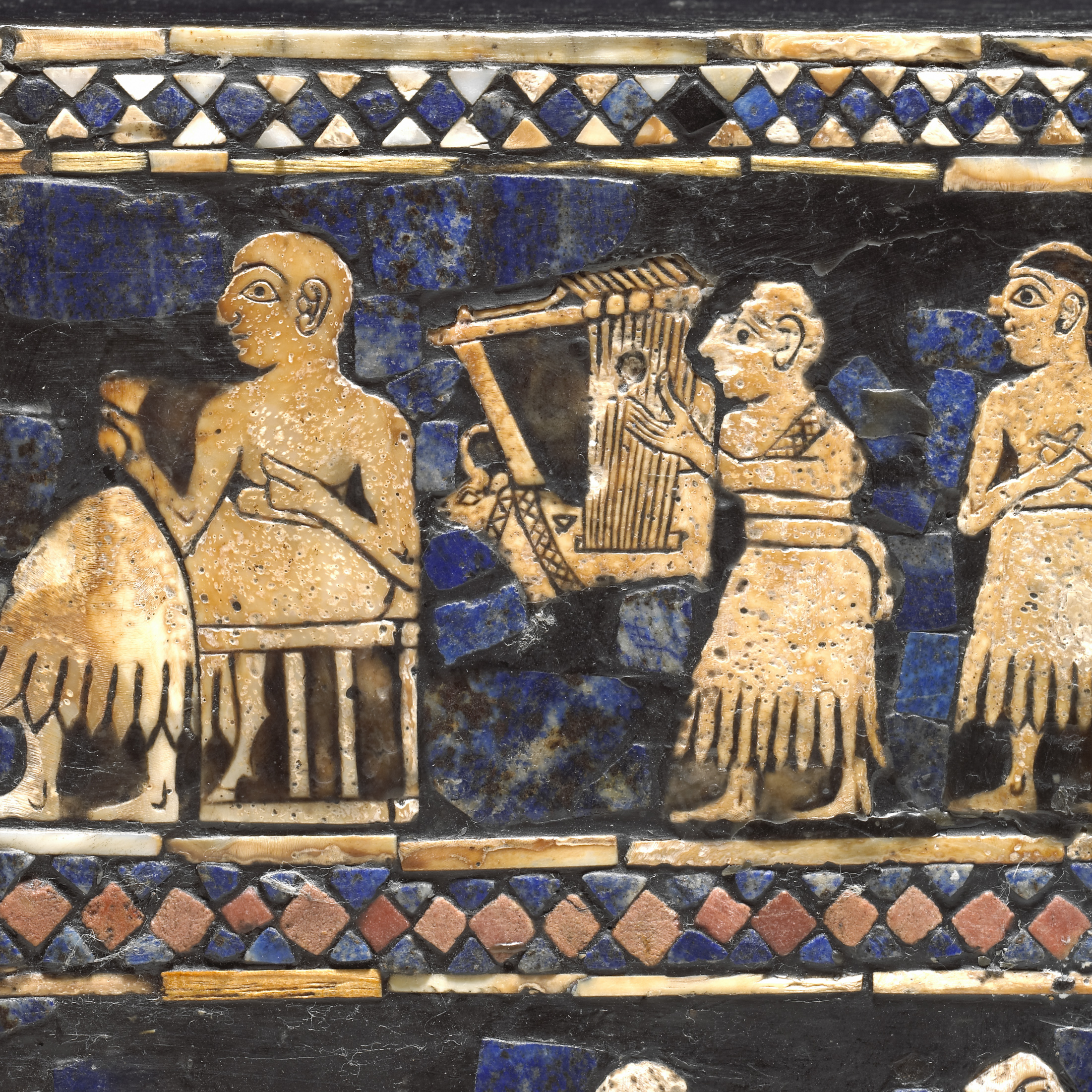
「和平」細節畫出了里拉琴和疑似歌手的人

《戰爭》是對蘇美軍隊的最早描繪之一，據信，這支軍隊參與了一場邊境的小規模衝突並從事善後工作。 《戰爭》面板顯示國王位於上層畫面的中央，站得比任何其他人物都高，他的頭突出框架以強調其至高無上的地位（另一個面板也採用了這種設計）。國王站在保鏢和一輛四輪馬車前面，（馬車由一組某種馬科動物拖拉，可能是野驢或家驢，因為馬是在西元前2世紀之後才由中亞引入 ）。他面對一排囚犯，所有囚犯都被描繪成赤身裸體、被捆綁、受傷，胸部和大腿上有大片流血的傷口，這是一種表現失敗和貶低的標誌。在中間層，有八個幾乎一模一樣的士兵在戰鬥場景的後方，戰鬥場景前方則描繪敵人被俘虜並遭帶走。士兵們身穿皮革斗篷，戴著頭盔；在同一座墳墓中還發現了鑲嵌畫所描繪的那種頭盔的實際例子。被俘虜和死去的敵人呈現裸體可能不是現實描繪，更可能是象徵性的，與美索不達米亞信仰有關，美索不達米亞信仰將死亡與裸體聯繫在一起。
下層顯示四輛四輪馬車，每輛馬車載有一名車夫和一名戰士（攜帶長矛或斧頭），並由四匹馬科動物組成的團隊牽引。對馬車的描繪相當詳細；每輛車都有實心輪（輻條輪直到公元前1800年左右才發明），前面的容器中攜帶了備用矛。馬科動物韁繩的佈置也被詳細展示，說明了蘇美人如何在不使用銜鐵的情況下駕馭馬科動物，而銜鐵是在千年後才引入的。馬車場景從左向右演變，通過動物步態描繪的變化來強調移動和動作。第一組馬車行走，第二組慢跑，第三組疾馳，第四組用後腿直立。被蹂躪的敵人躺在後三組的蹄下，象徵著馬車攻擊的威力。
《和平》描繪了一個宴會場景。國王再次出現在上層，坐在左側的雕花凳上。與他面對面的是另外六位坐著的參與者，每人右手都舉著一個杯子。他們身邊還有其他不同人物，包括一位長髮者，可能是一位歌手，正在為里拉琴樂師伴唱。在中間層，光頭人物身著帶流蘇的裙子巡遊，展示動物、魚和其他物品，可能是正要將它們帶往宴會。底層是一系列人物，他們的衣著和髮型與上層人物不同，有的人以肩袋或背包攜帶物品，有的人用繫在鼻環上的繩子牽著馬。

## 解釋
烏爾皇家旗的原始用途尚無定論。伍利認為它代表了一種旗標，不過現在被認為不太可能，也有人推測它是樂器的共鳴箱。保拉·維拉尼（Paola Villani）則認為它是儲藏資金的箱子，被用於戰爭或是國家和宗教的工作。然而這無法肯定，因為文物上沒有提供任何背景脈絡的銘文。
儘管側面馬賽克通常被稱為「戰爭面」和「和平面」，但實際上可能屬於同一個敘事，經過一場戰鬥後慶祝勝利。這與蘇美人慣用的修辭法「兩極表達法」（又稱為「相代」，merism）看起來相似，也就是藉著配對對立的概念來描述情況的整體性。蘇美統治者被認為具有雙重身份，既是Lugal（字面意思為「大人物」或戰爭領袖），又是EN（公民/宗教領袖），負責與眾神協調並維持土地的肥沃。烏爾皇家旗可能是為了描繪蘇美王權的這兩個互補概念。
鑲嵌畫中所描繪的場景在發現「皇家旗」的墳墓中得到體現。在國王的遺骸旁發現了侍從和樂師的骨骸，也發現了鑲嵌畫《戰爭》和《和平》場景中的用具。這與古埃及的墳墓有所不同，古埃及死者下葬時並未準備食物和餐具，但烏爾墓卻發現了用餐的痕跡，如空的食物容器和動物骨頭。他們可能參加了最後一次儀式性宴會，宴會剩下的東西就埋在他們身旁，然後就被處死（也可能是中毒），從而在來世陪伴他們的主人。

## 註解
1. 1 2  Anthony (2006，第5頁): "Wagon有四個輪子，cart有兩個輪子，chariot有兩個輻條輪，所以烏爾皇家旗上的車輛屬於wagon。"

## 資料來源
- Anthony, David W., , Aruz, Joan; Farkas, Ann; Valtz Fino, Elisabetta  (编), , Metropolitan Museum of Art (New York, N.Y.), 2006

## 外部連結
- BBC電台節目《烏爾皇家旗》播客（mp3） （页面存档备份，存于）
- 烏爾皇家旗是什麼？ （页面存档备份，存于）